# Польская хоккейная лига
Польская хоккейная лига (пол. Polska Hokej Liga) — главная хоккейная лига Польши. Основана в 1926 году. 
Победитель лиги становится чемпионом Польши, а слабейшая команда понижается в классе до 1-й лиги. C 1955 по 1999 год лига носила название Экстракласса, в этот период проведением чемпионата занимался Польский союз хоккея на льду (ПЗХЛ). 
С 1999 года — Польская хоккейная лига.

## История
В 1955 году звание чемпиона страны разыгрывали 6 команд. С увеличением числа клубов были созданы три эшелона: первая лига («экстракласс»), вторая лига, воеводские (окружные) и городские чемпионаты. В 70-х годах в первую лигу входили 8-12 команд,        в 80-х — 10. В 1978 году чемпионат разыгрывался в 4 круга. Команды, занявшие два последних места, выбывали во вторую лигу, их места занимали победители двух подгрупп второй лиги.
В сезоне 1983/1984 была введена новая формула. На первом этапе 10 команд встречались друг с другом по 2 раза. Затем первые шесть команд играли между собой в 2 круга. Команды, занявшие на первом этапе 7-10-е места, играли в 4 круга. По итогам этих «микротурниров» определялась восьмёрка команд, которая и продолжала борьбу за звание чемпиона в кубковых сериях.
Лучший игрок сезона получает «Золотую клюшку». Также определяются лучшие вратарь, защитник и нападающий, лучший хоккеист и символическая сборная «Всех звезд».

## Медалисты Чемпионатов Польши
| Год  | 1 место                              | 2 место                                              | 3 место                               |
| ---- | ------------------------------------ | ---------------------------------------------------- | ------------------------------------- |
| 1926 |                                      |                                                      |                                       |
| 1927 | АЗС (Варшава)                        | ВТЛ (Варшава)                                        | «Погонь» (Львов)                      |
| 1928 | АЗС (Варшава)                        | «Легия» (Варшава)                                    | ТКС Торунь                            |
| 1929 | АЗС (Варшава)                        | «Погонь» (Львов)                                     | «Легия» (Варшава)                     |
| 1930 | АЗС (Варшава)                        | «Погонь» (Львов)                                     | «Легия» (Варшава)                     |
| 1931 | АЗС (Варшава)                        | «Легия» (Варшава)                                    | АЗС (Познань)                         |
| 1933 | «Легия» (Варшава) и «Погонь» (Львов) |                                                      | АЗС (Познань)                         |
| 1934 | АЗС (Познань)                        | Чарни (Львов)                                        | Лехия (Львов)                         |
| 1935 | Чарни (Львов)                        | Лехия (Львов)                                        | «Краковия» (Краков)                   |
| 1937 | «Краковия» (Краков)                  | Варшавянка                                           | КТХ (Криница)                         |
| 1939 | «Домб» (Катовице)                    | Варшавянка                                           | Огниско (Вильно)                      |
| 1946 | «Краковия» (Краков)                  | ЛКС (Лодзь)                                          | Сила (Гишовец)                        |
| 1947 | «Краковия» (Краков)                  | Висла (Краков)                                       | ЛКС (Лодзь)                           |
| 1948 | «Краковия» (Краков)                  | Чемпионат не сыгран по причине климатических условий | титул без игры                        |
| 1949 | «Краковия» (Краков)                  | КТХ (Криница)                                        | «Легия» (Варшава)                     |
| 1950 | КТХ (Криница)                        | Гурник (Янов)                                        | Колеярж Торунь                        |
| 1951 | «Легия» (Варшава)                    | КТХ (Криница)                                        | «Краковия» (Краков)                   |
| 1952 | «Легия» (Варшава)                    | Гурник (Янов)                                        | КТХ (Криница)                         |
| 1953 | «Легия» (Варшава)                    | КТХ (Криница)                                        | Гурник (Янов)                         |
| 1954 | «Легия» (Варшава)                    | Гвардия (Быдгощь)                                    | Гурник (Янов)                         |
| 1955 | «Легия» (Варшава)                    | Гвардия (Быдгощь)                                    | «Гурник» (Катовице)                   |
| 1956 | «Легия» (Варшава)                    | «Гурник» (Катовице)                                  | Старт (Катовице)                      |
| 1957 | «Легия» (Варшава)                    | «Гурник» (Катовице)                                  | КТХ (Криница)                         |
| 1958 | «Гурник» (Катовице)                  | «Легия» (Варшава)                                    | «Подхале» (Новый Тарг)                |
| 1959 | «Легия» (Варшава)                    | «Гурник» (Катовице)                                  | ЛКС (Лодзь)                           |
| 1960 | «Гурник» (Катовице)                  | «Легия» (Варшава)                                    | «Подхале» (Новый Тарг)                |
| 1961 | «Легия» (Варшава)                    | «Гурник» (Катовице)                                  | «Подхале» (Новый Тарг)                |
| 1962 | «Гурник» (Катовице)                  | «Легия» (Варшава)                                    | «Подхале» (Новый Тарг)                |
| 1963 | «Легия» (Варшава)                    | «Подхале» (Новый Тарг)                               | «Гурник» (Катовице)                   |
| 1964 | «Легия» (Варшава)                    | «Подхале» (Новый Тарг)                               | Полония (Быдгощь)                     |
| 1965 | ГКС (Катовице)                       | «Легия» (Варшава)                                    | Полония (Быдгощь)                     |
| 1966 | «Подхале» (Новый Тарг)               | «Легия» (Варшава)                                    | ГКС (Катовице)                        |
| 1967 | «Легия» (Варшава)                    | ГКС (Катовице)                                       | Поморжанин Торунь                     |
| 1968 | ГКС (Катовице)                       | Поморжанин Торунь                                    | «Подхале» (Новый Тарг)                |
| 1969 | «Подхале» (Новый Тарг)               | ГКС (Катовице)                                       | Поморжанин Торунь                     |
| 1970 | ГКС (Катовице)                       | «Подхале» (Новый Тарг)                               | «Баилдон» (Катовице)                  |
| 1971 | «Подхале» (Новый Тарг)               | Напжод Янув                                          | ЛКС (Лодзь)                           |
| 1972 | «Подхале» (Новый Тарг)               | «Баилдон» (Катовице)                                 | Напжод Янув                           |
| 1973 | «Подхале» (Новый Тарг)               | Напжод Янув                                          | «Баилдон» (Катовице)                  |
| 1974 | «Подхале» (Новый Тарг)               | «Баилдон» (Катовице)                                 | Напжод Янув                           |
| 1975 | «Подхале» (Новый Тарг)               | «Баилдон» (Катовице)                                 | ГКС (Катовице)                        |
| 1976 | «Подхале» (Новый Тарг)               | «Баилдон» (Катовице)                                 | Напжод Янув                           |
| 1977 | «Подхале» (Новый Тарг)               | Напжод Янув                                          | «Баилдон» (Катовице)                  |
| 1978 | «Подхале» (Новый Тарг)               | «Заглембе» (Сосновец)                                | Напжод Янув                           |
| 1979 | «Подхале» (Новый Тарг)               | «Заглембе» (Сосновец)                                | ЛКС (Лодзь)                           |
| 1980 | «Заглембе» (Сосновец)                | «Подхале» (Новый Тарг)                               | ЛКС (Лодзь)                           |
| 1981 | «Заглембе» (Сосновец)                | «Подхале» (Новый Тарг)                               | ГКС (Тыхы)                            |
| 1982 | «Заглембе» (Сосновец)                | «Подхале» (Новый Тарг)                               | Напжод Янув                           |
| 1983 | «Заглембе» (Сосновец)                | «Полония» (Бытом)                                    | ГКС (Тыхы)                            |
| 1984 | «Полония» (Бытом)                    | «Заглембе» (Сосновец)                                | «Подхале» (Новый Тарг)                |
| 1985 | «Заглембе» (Сосновец)                | «Полония» (Бытом)                                    | «Подхале» (Новый Тарг)                |
| 1986 | «Полония» (Бытом)                    | «Подхале» (Новый Тарг)                               | Напжод Янув                           |
| 1987 | «Подхале» (Новый Тарг)               | «Полония» (Бытом)                                    | Напжод Янув                           |
| 1988 | «Полония» (Бытом)                    | ГКС (Тыхы)                                           | «Заглембе» (Сосновец)                 |
| 1989 | «Полония» (Бытом)                    | Напжод Янув                                          | «Подхале» (Новый Тарг)                |
| 1990 | «Полония» (Бытом)                    | «Подхале» (Новый Тарг)                               | «Заглембе» (Сосновец)                 |
| 1991 | «Полония» (Бытом)                    | «Уния» (Освенцим)                                    | «Подхале» (Новый Тарг)                |
| 1992 | «Уния» (Освенцим)                    | Напжод Янув                                          | «Подхале» (Новый Тарг)                |
| 1993 | «Подхале» (Новый Тарг)               | «Уния» (Освенцим)                                    | «Полония» (Бытом)                     |
| 1994 | «Подхале» (Новый Тарг)               | «Уния» (Освенцим)                                    | «Гурник» (Катовице)                   |
| 1995 | «Подхале» (Новый Тарг)               | «Уния» (Освенцим)                                    | ГКС (Катовице)                        |
| 1996 | «Подхале» (Новый Тарг)               | «Уния» (Освенцим)                                    | TTХ Торунь                            |
| 1997 | «Подхале» (Новый Тарг)               | «Уния» (Освенцим)                                    | ГКС (Катовице)                        |
| 1998 | «Уния» (Освенцим)                    | «Подхале» (Новый Тарг)                               | ГКС (Катовице)                        |
| 1999 | «Уния» (Освенцим)                    | КТХ (Криница)                                        | «Подхале» (Новый Тарг)                |
| 2000 | «Уния» (Освенцим)                    | «Подхале» (Новый Тарг)                               | КТХ (Криница)                         |
| 2001 | «Уния» (Освенцим)                    | ГКС (Катовице)                                       | «Полония» (Бытом)                     |
| 2002 | «Уния» (Освенцим)                    | ГКС (Катовице)                                       | ГКС (Тыхы)                            |
| 2003 | «Уния» (Освенцим)                    | ГКС (Катовице)                                       | «Сточнёвец» (Гданьск)                 |
| 2004 | «Уния» (Освенцим)                    | «Подхале» (Новый Тарг)                               | ГКС (Тыхы)                            |
| 2005 | ГКС (Тыхы)                           | «Уния» (Освенцим)                                    | «Краковия» (Краков)                   |
| 2006 | «Краковия» (Краков)                  | ГКС (Тыхы)                                           | «Подхале» (Новый Тарг)                |
| 2007 | «Подхале» (Новый Тарг)               | ГКС (Тыхы)                                           | «Краковия» (Краков)                   |
| 2008 | «Краковия» (Краков)                  | ГКС (Тыхы)                                           | «Подхале» (Новый Тарг)                |
| 2009 | «Краковия» (Краков)                  | ГКС (Тыхы)                                           | «Подхале» (Новый Тарг)                |
| 2010 | «Подхале» (Новый Тарг)               | «Краковия» (Краков)                                  | ГКС (Тыхы)                            |
| 2011 | «Краковия» (Краков)                  | ГКС (Тыхы)                                           | «Уния» (Освенцим)                     |
| 2012 | «Чарко» (Санок)                      | «Краковия» (Краков)                                  | «Уния» (Освенцим)                     |
| 2013 | «Чарко» (Санок)                      | ГКС (Ястшембе-Здруй)                                 | ГКС (Тыхы)                            |
| 2014 | «Чарко» (Санок)                      | ГКС (Тыхы)                                           | ГКС (Ястшембе-Здруй)                  |
| 2015 | ГКС (Тыхы)                           | ГКС (Ястшембе-Здруй)                                 | «Подхале» (Новый Тарг)                |
| 2016 | «Краковия» (Краков)                  | ГКС (Тыхы)                                           | «Подхале» (Новый Тарг)                |
| 2017 | «Краковия» (Краков)                  | ГКС (Тыхы)                                           | Полония (Бытом)                       |
| 2018 | ГКС (Тыхы)                           | ГКС (Катовице)                                       | «Подхале» (Новый Тарг)                |
| 2019 | ГКС (Тыхы)                           | «Краковия» (Краков)                                  | ГКС (Катовице)                        |
| 2020 | ГКС (Тыхы)                           | «Уния» (Освенцим)                                    | ГКС (Ястшембе-Здруй) и ГКС (Катовице) |
| 2021 | ГКС (Ястшембе-Здруй)                 | «Краковия» (Краков)                                  | ГКС (Тыхы)                            |

## Сезон 2021/2022
| № | Команда             | Очки |
| - | ------------------- | ---- |
| 1 | Ястшембе            |      |
| 2 | Тыхы                |      |
| 3 | Краковия            |      |
| 4 | Катовице            |      |
| 5 | Заглембе (Сосновец) |      |
| 6 | Санок               |      |
| 7 | Торунь              |      |
| 8 | Уния (Освенцим)     |      |
| 9 | Подхале (Новы-Тарг) |      |

## См.также
- Кубок Польши по хоккею с шайбой
- Первая польская хоккейная лига